# Пельтье, Жан Шарль Атаназ
Жан Шарль Пельтье́ (фр. Jean-Charles Peltier; 22 февраля 1785, Ам, — 27 октября 1845, Париж) — французский физик, автор трудов по термоэлектричеству, электромагнетизму и метеорологии.
Вначале изучал по настоянию отца часовое производство, но затем с 1815 года всецело предался науке. Первые его работы были по анатомии мозга, но вскоре электричество стало главным предметом его занятий. Кроме того, занимался наблюдением электрических явлений в атмосфере и пытался доказать опытным путём, что Земля является отрицательно заряженным телом, тогда как небесное пространство имеет некоторый положительный заряд. Ему же принадлежит открытие в 1834 году явления выделения или поглощения тепла при прохождении электрического тока через контакт двух разнородных проводников, получившего название по его имени — эффект Пельтье; приборы, принцип работы которых использует этот эффект называются элементами Пельтье. В 1840 году ввёл понятие электростатической индукции.
В 1841 году опубликовал монографию «Метеорология: наблюдения и экспериментальные исследования причин, способствующих образованию смерчей». Публиковался в Comptes rendus de l’Académie des Sciences, Annales de physique et de chémie, Mémoires de la Société philomathique, Archives d’électricité de Genève.